# Toro Rosso STR2
Toro Rosso STR2 byl vůz, se kterým tým Scuderia Toro Rosso závodil v sezóně 2007 ve Formuli 1 . Vůz byl odhalen 13. února 2007 na okruhu Circuit de Catalunya. Zpočátku jej řídili Vitantonio Liuzzi a Scott Speed, než byl Speed nahrazen Sebastianem Vettelem od závodu na Hungaroringu pro zbytek sezóny. Vůz v pozměněné podobě také závodil v prvních pěti závodech sezóny 2008. Upravený vůz řídili Sébastien Bourdais a Sebastian Vettel. Vůz STR2 byl vůbec prvním vozem Toro Rosso, který používal povinnou devadesátistupňovou konfiguraci motoru V8.
STR2 byl prvním vozem Formule 1 z Faenzy, který používal motor Ferrari od sezóny 1991, ve které ho používal vůz Minardi M191.

## Protesty zákaznických týmů
Týmy Spyker a Williams před a v průběhu sezóny opakovaně vyjadřovali své přesvědčení, že vůz STR2 je ve skutečnosti identický s vozem Red Bull RB3. Hlavním bodem jejich protestů bylo přesvědčení, že Konkordská dohoda jasně vyžaduje, aby všechny týmy zkonstruovaly své vlastní individuální šasi. Oba týmy pohrozily právními kroky kvůli možnému porušení předpisů, zejména Colin Kolles, šéf týmu Spyker.

## Odhalení

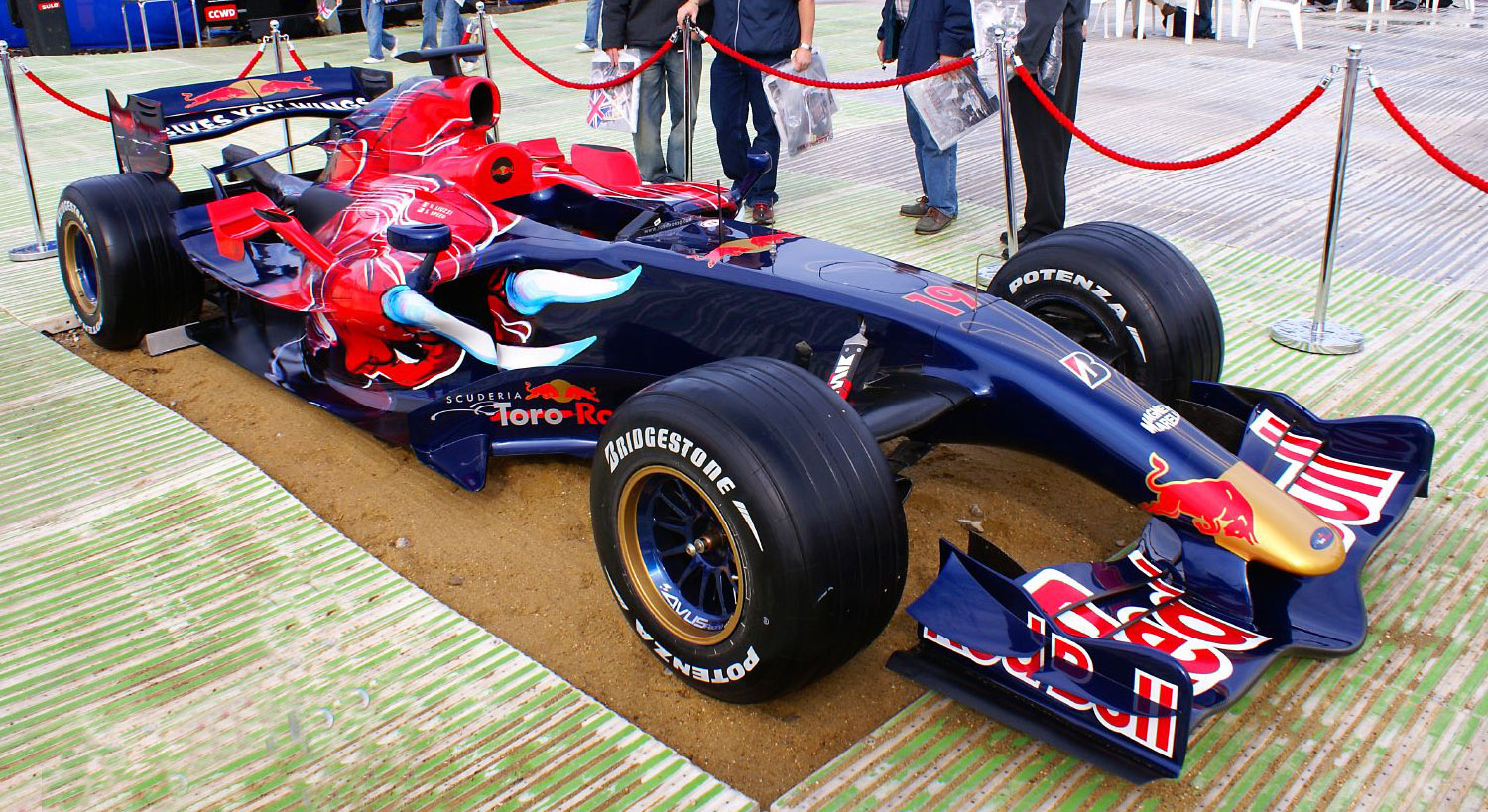
Vůz STR2 na Red Bull Air Race v Londýně v roce 2007.

Vůz byl odhalen v rámci testovacího dne na Circuit de Catalunya dne 13. února 2007 a okamžitě vyvolal očekávanou kontroverzi, když byly zveřejněny první fotografie. Před akcí panovala obava, že auto nebude připraveno, ale práce mechaniků předchozí noc zajistila, že vůz byl odhalen včas. Jako první jezdec týmu byl potvrzen Liuzzi, ale oznámení jeho týmového kolegy bylo zpožděno kvůli „smluvním problémům“. Scott Speed, který byl Liuzzimovým týmovým kolegou v sezóně 2006, byl považován za nejpravděpodobnější volbu a jeho opětovné angažování bylo později potvrzeno. Auto samotné bylo, jak bylo vysvětleno, vývojovou verzí  vozu RB3 od Red Bull Racing. Vůz Red Bull RB3 navrhl Adrian Newey, který si vysloužil reputaci jednoho z nejúspěšnějších konstruktérů ve Formuli 1, když stál u zrodu mistrovských vozů týmů Williams a McLaren. Aby Red Bull Racing a Toro Rosso mohly používat stejné šasi, byl Newey zaměstnán „novým“ konsorciem s názvem Red Bull Technology. To poskytlo týmu STR využít díru v pravidlech, protože oba týmy legálně používaly auto vyvinuté „nezávislou“ třetí stranou.

## Vývoj STR2 a STR2B

### 2007 - vývoj vozu STR2
Obecně byly STR2 a RB3 podrobeny aerodynamickým revizím v různých fázích sezóny. Vůz STR2 byl vybaven novým předním křídlem v Monaku, podobným tomu, které sesterský tým Red Bull implementoval v předchozím závodě, se 2 zakřivenými horními profily, které zlepšují proudění vzduchu nad vozem a zvyšují přítlak. Tým dále vylepšil vůz STR2 v Turecku.

### 2008 - vývoj vozu STR2B

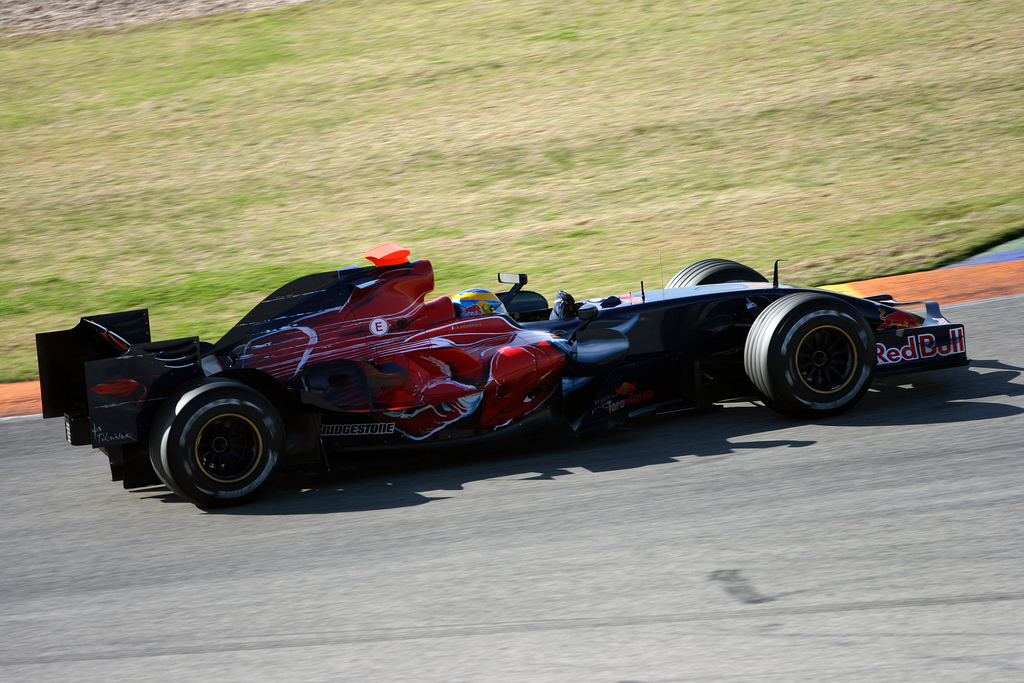
Vůz STR2B řízený Sébastienem Bourdaisem ve Valencii v lednu 2008.

Vůz STR2 byl dále vyvinut tak, aby zahrnoval novou „standardizovanou elektronickou řídicí jednotku“ McLaren Electronic Systems, která bránila vozům používat elektronické pomůcky jezdce, jako je brzdění motorem a kontrola trakce. Vůz byl také přizpůsoben novým pravidlům o bezpečnosti jezdce s vyššími opěrkami hlavy kolem kokpitu. Další změnou byla nová převodovka, protože pravidla pro sezónu 2008 stanovila, že vozy musí mít převodovku, která vydrží alespoň čtyři závody. Pokud by selhala dříve, hrozila by jezdci penalizace pěti míst na startovním roštu. Vůz STR2B využíval motor Ferrari 056 specifikace 2007 více než 2008.
Vůz STR2B prošel při barcelonském testu ve dnech 1.–3. února totálním přepracováním předního zavěšení. Cílem bylo lépe využít pneumatiky Bridgestone, ale také vyhladit oblast od předního křídla až po spodní sedadlo jezdce, což zlepšuje účinnost zadního difuzoru a poskytuje tak větší přilnavost.

## Průběh sezón

### Sezóna 2007

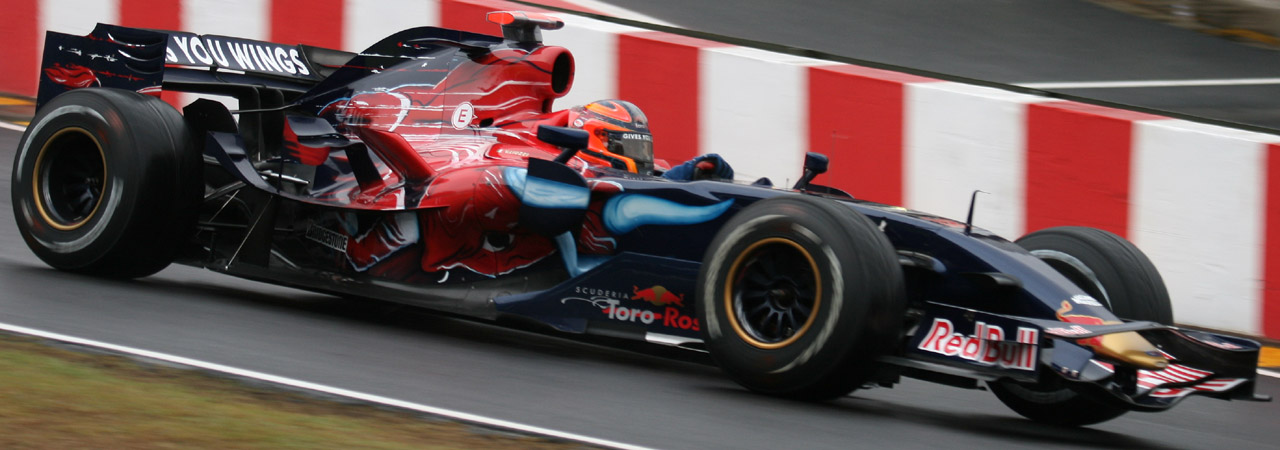
Liuzziho vůz STR2 během Grand Prix Brazílie 2007, posledního závodu sezóny.

Výsledky týmu během sezóny byly ve srovnání s jeho soupeři obecně špatné. V první polovině sezóny nedosahoval vůz STR2 očekávané úrovně konkurenceschopnosti, zejména ve srovnání se ‚sesterským‘ týmem Red Bull Racing. Hlavní slabinou vozu byla nová převodovka, která během závodů často selhávala. Výsledky se ve druhé polovině sezóny mírně zlepšily, protože jak Red Bull Racing, tak Toro Rosso začali s vozem nabírat větší spolehlivost. Dvojité bodové umístění v Číně, kde Vettel skončil čtvrtý a Liuzzi šestý, dalo týmu dohromady osm bodů do poháru konstruktérů. To zajistilo týmu Toro Rosso 7. místo v hodnocení konstruktérů po diskvalifikaci McLarenu.

### Sezóna 2008
Vozu STR2B Vettela ani Bourdaise se nepodařilo dokončit Grand Prix Austrálie 2008. Bourdais však bodoval, protože byl klasifikován na sedmé pozici, i když závod nedokončil, ale odjel 90 % délky závodu. V následující Grand Prix Malajsie 2008 však oba vozy nezískaly žádné body poté, co se Bourdais roztočil v prvním kole a Vettel odstoupil s poruchou motoru. Při Grand Prix Bahrajnu 2008 Bourdais skončil na 15. místě, zatímco Vettel odstoupil v prvním kole opět s poruchou motoru.

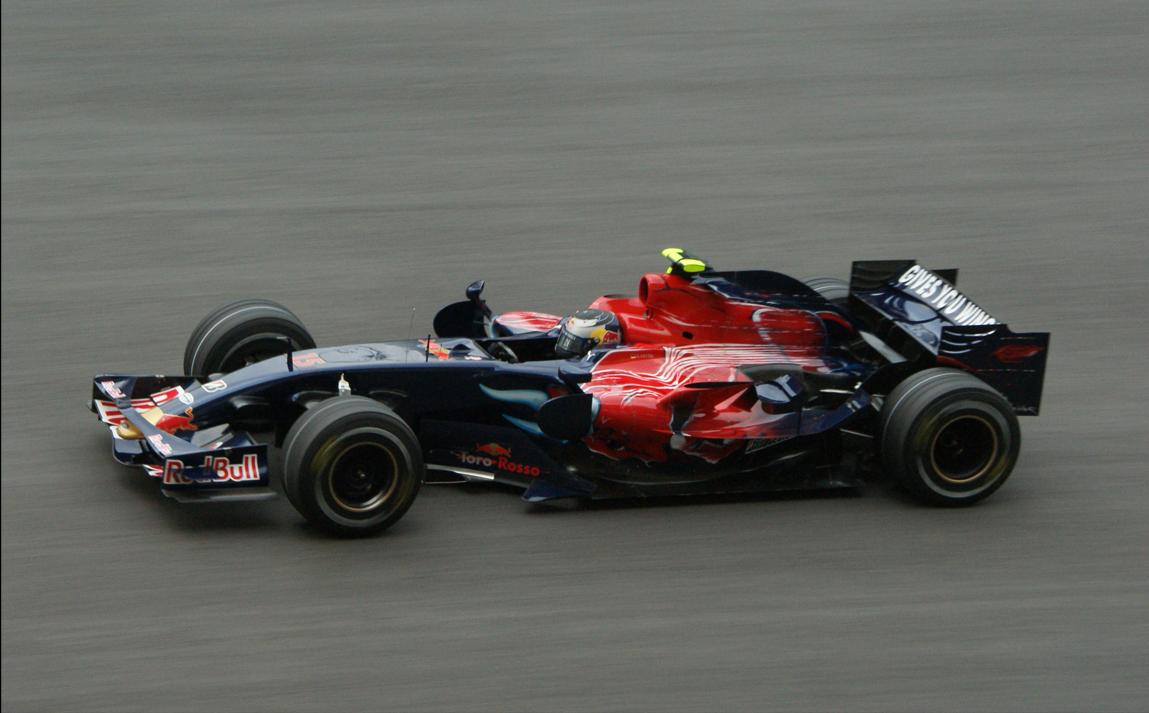
Vettel řídíc vůz STR2B při Grand Prix Malajsie 2008.

Po návratu do Evropy na začátek evropské sezóny tým doufal, že vůz STR2B odjede svůj poslední závod při Grand Prix Španělska 2008, přičemž vůz STR3 bude poprvé závodit při Grand Prix Turecka 2008. Debut nového vozu byl později odložen až na Grand Prix Monaka 2008, protože hlavní inženýr týmu Laurent Mekies řekl, že pro víkend Grand Prix Turecka neměli dostatek dílů pro profesionální vedení týmu.
Při Grand Prix Španělska 2008 oba jezdci opět nedokončili závod poté, co se v úvodních kolech dostali do kolizí. Pilot Force Indie Adrian Sutil narazil v prvním kole do Vettela, zatímco Bourdais se ve druhém kole srazil s Nelsonem Piquetem Jr.. Bourdais odstoupil v sedmém kole kvůli poškození zavěšení, které utrpěl při této kolizi. Výsledky se nezlepšily ani v následujícím závodě v Turecku, kde Bourdais vyletěl z trati a Vettel skončil na poslední 17. pozici poté, co v úvodních kolech utrpěl defekt.

## Kompletní výsledky ve Formuli 1
| Legenda k tabulce | Legenda k tabulce                                                                       |
| Barva             | Výsledek                                                                                |
| ----------------- | --------------------------------------------------------------------------------------- |
| Zlatá             | Vítěz                                                                                   |
| Stříbrná          | 2. místo                                                                                |
| Bronzová          | 3. místo                                                                                |
| Zelená            | Bodované umístění                                                                       |
| Modrá             | Nebodované umístění                                                                     |
| Modrá             | Dokončil neklasifikován (NC)                                                            |
| Fialová           | Odstoupil (Ret)                                                                         |
| Červená           | Nekvalifikoval se (DNQ)                                                                 |
| Červená           | Nepředkvalifikoval se (DNPQ)                                                            |
| Černá             | Diskvalifikován (DSQ)                                                                   |
| Bílá              | Nestartoval (DNS)                                                                       |
| Bílá              | Závod zrušen (C)                                                                        |
| Světle modrá      | Pouze trénoval (PO)                                                                     |
| Světle modrá      | Páteční testovací jezdec (TD)                                                           |
| Bez barvy         | Netrénoval (DNP)                                                                        |
| Bez barvy         | Vyřazen (EX)                                                                            |
| Bez barvy         | Nepřijel (DNA)                                                                          |
| Bez barvy         | Odvolal účast (WD)                                                                      |
| Bez barvy         | Nezúčastnil se (prázdné)                                                                |
| Označení          | Význam                                                                                  |
| Tučnost           | Pole position                                                                           |
| Kurzíva           | Nejrychlejší kolo                                                                       |
| †                 | Jezdec nedojel do cíle, ale byl klasifikován, protože odjel více než 90 % délky závodu. |
| ‡                 | Byl udělován poloviční počet bodů, protože bylo odjeto méně než 75 % délky závodu.      |
| Horní index       | Umístění bodujících jezdců ve sprintu                                                   |

| Rok  | Tým                 | Motor      | Pneumatiky | Jezdci             | 1   | 2   | 3   | 4   | 5   | 6   | 7   | 8   | 9   | 10  | 11  | 12  | 13  | 14  | 15  | 16  | 17  | 18  | Body | Umístění |
| ---- | ------------------- | ---------- | ---------- | ------------------ | --- | --- | --- | --- | --- | --- | --- | --- | --- | --- | --- | --- | --- | --- | --- | --- | --- | --- | ---- | -------- |
| 2007 | Scuderia Toro Rosso | Ferrari V8 | B          |                    | AUS | MAL | BHR | ESP | MON | CAN | USA | FRA | GBR | EUR | HUN | TUR | ITA | BEL | JPN | CHN | BRA |     | 8    | 7. místo |
| 2007 | Scuderia Toro Rosso | Ferrari V8 | B          | Vitantonio Liuzzi  | 14  | 17  | Ret | Ret | Ret | Ret | 17† | Ret | 16† | Ret | Ret | 15  | 17  | 12  | 9   | 6   | 13  |     | 8    | 7. místo |
| 2007 | Scuderia Toro Rosso | Ferrari V8 | B          | Scott Speed        | Ret | 14  | Ret | Ret | 9   | Ret | 13  | Ret | Ret | Ret |     |     |     |     |     |     |     |     | 8    | 7. místo |
| 2007 | Scuderia Toro Rosso | Ferrari V8 | B          | Sebastian Vettel   |     |     |     |     |     |     |     |     |     |     | 16  | 19  | 18  | Ret | Ret | 4   | Ret |     | 8    | 7. místo |
| 2008 | Scuderia Toro Rosso | Ferrari V8 | B          |                    | AUS | MAL | BHR | ESP | TUR | MON | CAN | FRA | GBR | GER | HUN | EUR | BEL | ITA | SIN | JPN | CHN | BRA | 39*  | 6. místo |
| 2008 | Scuderia Toro Rosso | Ferrari V8 | B          | Sébastien Bourdais | 7†  | Ret | 15  | Ret | Ret |     |     |     |     |     |     |     |     |     |     |     |     |     | 39*  | 6. místo |
| 2008 | Scuderia Toro Rosso | Ferrari V8 | B          | Sebastian Vettel   | Ret | Ret | Ret | Ret | 17  |     |     |     |     |     |     |     |     |     |     |     |     |     | 39*  | 6. místo |

* Pouze 2 body získal tým s vozem STR2B.